# Pont-Saint-Martin
Pont-Saint-Martin (arpità Pon-Sèn-Marteun) és un municipi italià, situat a la regió de Vall d'Aosta. L'any 2007 tenia 3.945 habitants. Limita amb els municipis de Carema (TO), Donnas i Perloz.
Deu el seu nom al pont romà construït en època augustal a la via de les Gàl·lies que comunicava la plana padana amb Aosta (Augusta Pretoria) i la Gàl·lia mitjançant el coll del Gran Sant Bernat i el coll del Petit Sant Bernat. El pont, amb un únic gran arc de 31m de llum, encara es manté dempeus, essent l'únic d'aquestes dimensions que ha perviscut de l'època romana.
La dedicació a Sant Martí de Tours prové d'una tradició segons la qual el sant hauria fet construir el pont al dimoni amb un engany.

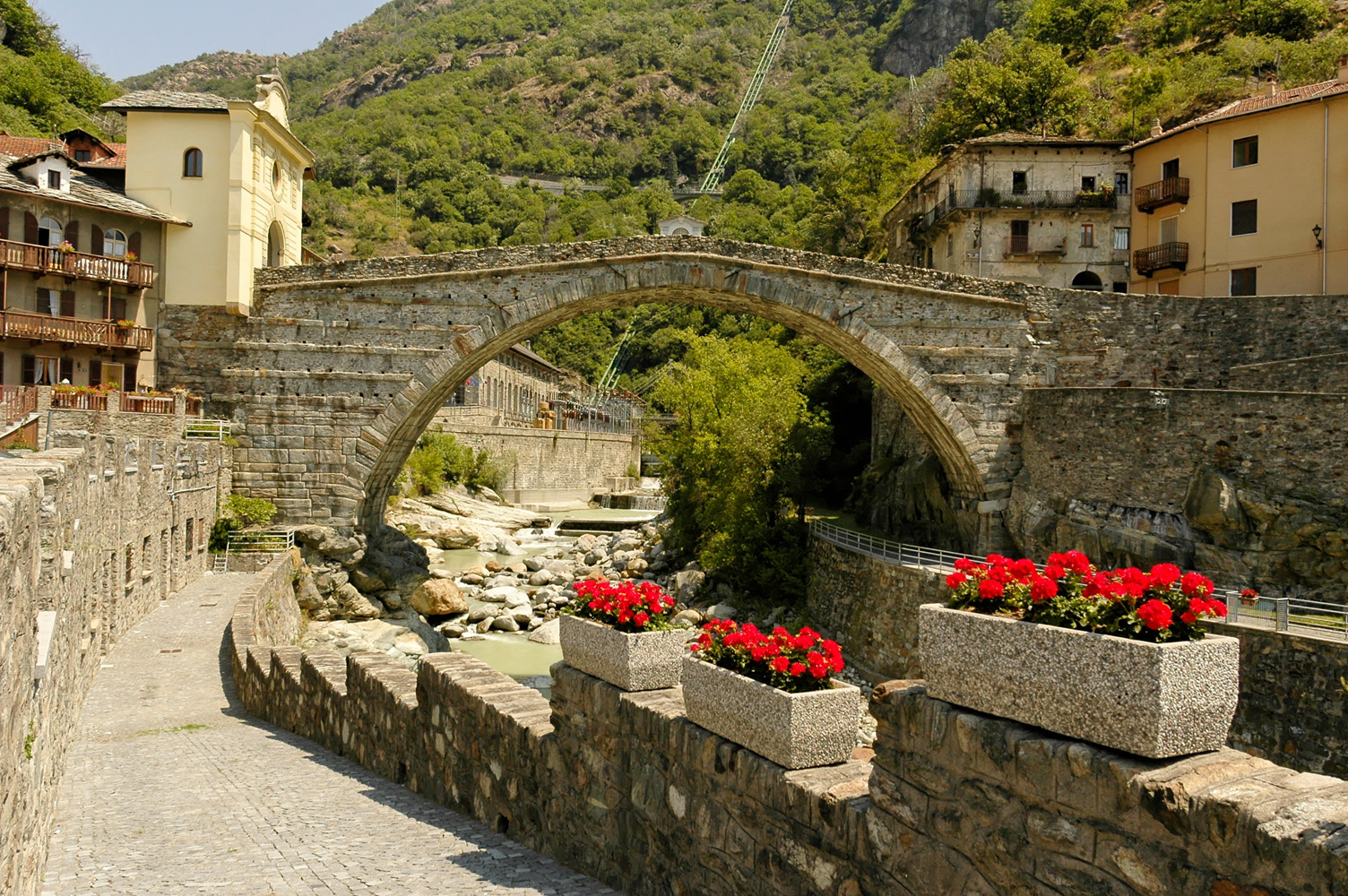
Pont romà de Pont Saint-Martin

## Administració
| Període | Identitat      | Partit        |
| ------- | -------------- | ------------- |
| 2005-   | Guido Yeuillaz | Llista cívica |

## Agermanament

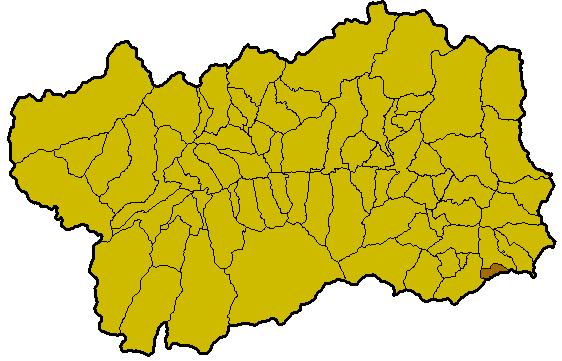
Situació de Pont-Saint-Martin a la Vall

- Pont-Saint-Martin (Loira Atlàntic), Bretanya
- Bétera, País Valencià